# Oquillas
Oquillas es un municipio y localidad española de la provincia de Burgos, en la comunidad autónoma de Castilla y León, comarca de La Ribera, partido judicial de Aranda.

## Geografía
Su término municipal se extiende en el valle del río Oquillas, en suave ascenso hacia el valle del Esgueva situado al norte. Está atravesado por la Autovía del Norte, entre los pK 176 y 178. Forma parte de la comarca de la Ribera del Duero. El municipio se sitúa a 64 kilómetros de la capital burgalesa y se alza a 914 metros sobre el nivel del mar. 
| Noroeste: Bahabón de Esgueva    | Norte: Bahabón de Esgueva | Noreste: Pinilla-Trasmonte  |
| Oeste: Santibáñez de Esgueva    |                           | Este: Villalbilla de Gumiel |
| Suroeste: Santibáñez de Esgueva | Sur: Gumiel de Izán       | Sureste: Gumiel de Izán     |

## Historia

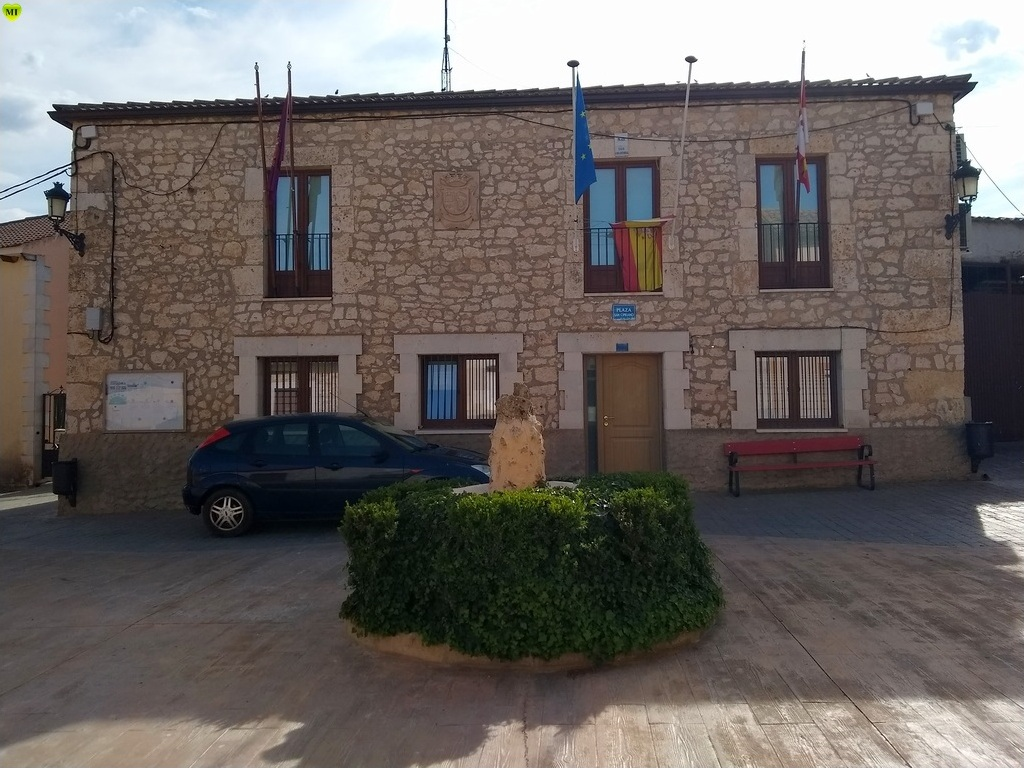
Casa consistorial

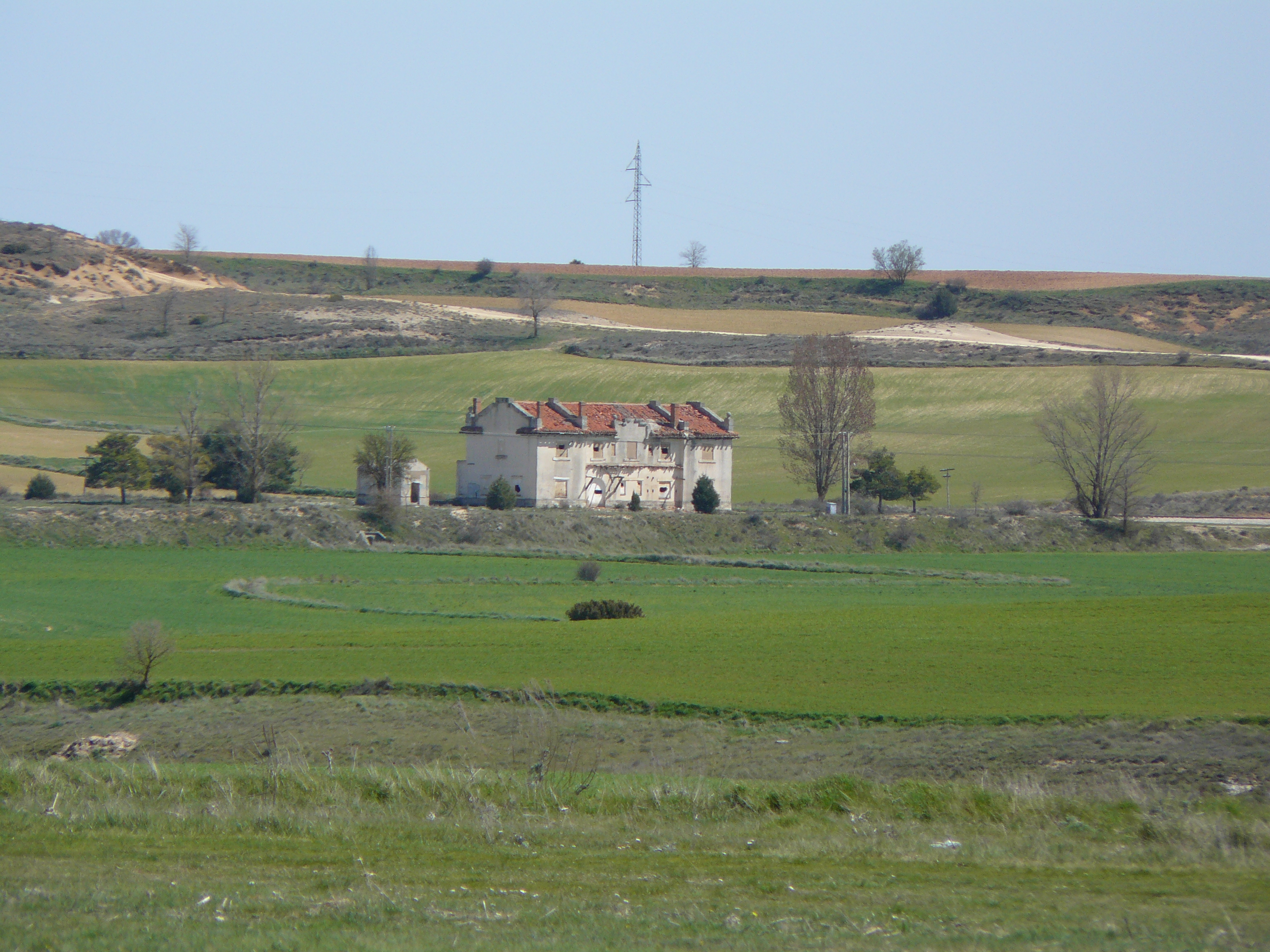
Estación de tren

Así se describe a Oquillas en el tomo XII del Diccionario geográfico-estadístico-histórico de España y sus posesiones de Ultramar, obra impulsada por Pascual Madoz a mediados del siglo XIX:

Villa con ayuntamiento en la provincia, diócesis, audiencia territorial y capitanía general de Burgos (11 leguas), partido judicial de Aranda de Duero (3); Situada en una ladera, con exposición al S, donde le combaten los vientos en todas direcciones, que por otra parte reinan indistintamente; goza de clima sano, y las enfermedades más frecuentes son las fiebres. Tiene 40 casas con la capitular, construidas de piedra, pero que ofrecen pocas comodidades; una escuela de primera educación, frecuentada por 20 alumnos, cuyo maestro está dotado con 500 reales pagados de los fondos municipales; una fuente, de cuyas excelentes aguas se surten los vecinos para sus usos domésticos, sirviéndose para los demás de las de un pequeño río, del cual hablaremos más abajo; y por último, una iglesia parroquial matriz (San Cipriano), con un reducido cementerio junto a la misma, la cual, que tiene anejo el lugar de Rebeche, está servida por un cura párroco y un sacristán. Confina el término N Bahabón y Pinilla; E Villalvilla; S Gumiel de Izán, y O Santibáñez. El terreno es secano y de mediana calidad; al S y mirando al N se halla un monte titulado Valoria, poblado de matas bajas de roble, encina y enebro; el citado río denominado Esgueva, que cruza por el puente de la calzada vieja y por el de la nueva, nace dentro del término y va a unirse en Santibáñez con el río Esgueva; es de poco caudal y sus aguas no se utilizan para el riego. Caminos: los que dirigen a Villalvilla, Pinilla, Santibáñez y Quintana, y además el real que conduce de Gumiel a Bahabón, todos en buen estado. La correspondencia se recibe de la capital del partido por el valijero de dicho Gumiel. Producciones: trigo, comuña, centeno, cebada, avena, titos, lentejas y patatas; ganado lanar y cabrío, y pesca de algunas truchas. Industria: la agrícola. Población: 34 vecinos, 137 almas. Capital productivo: 685,600 reales. Imponible: 66,315. Contribución: 2,297 reales 25 maravedíes. El presupuesto municipal asciende a 5.000 reales que se cubren con los fondos de propios y por reparto vecinal.
Diccionario geográfico-estadístico-histórico de España y sus posesiones de Ultramar

## Demografía
Oquillas cuenta con una población de 49 habitantes (INE 2024).
| Gráfica de evolución demográfica de Oquillas entre 1842 y 2021                                                        |
| |
| Población de derecho según los censos de población del INE. Población de hecho según los censos de población del INE. |

## Cultura

### Patrimonio

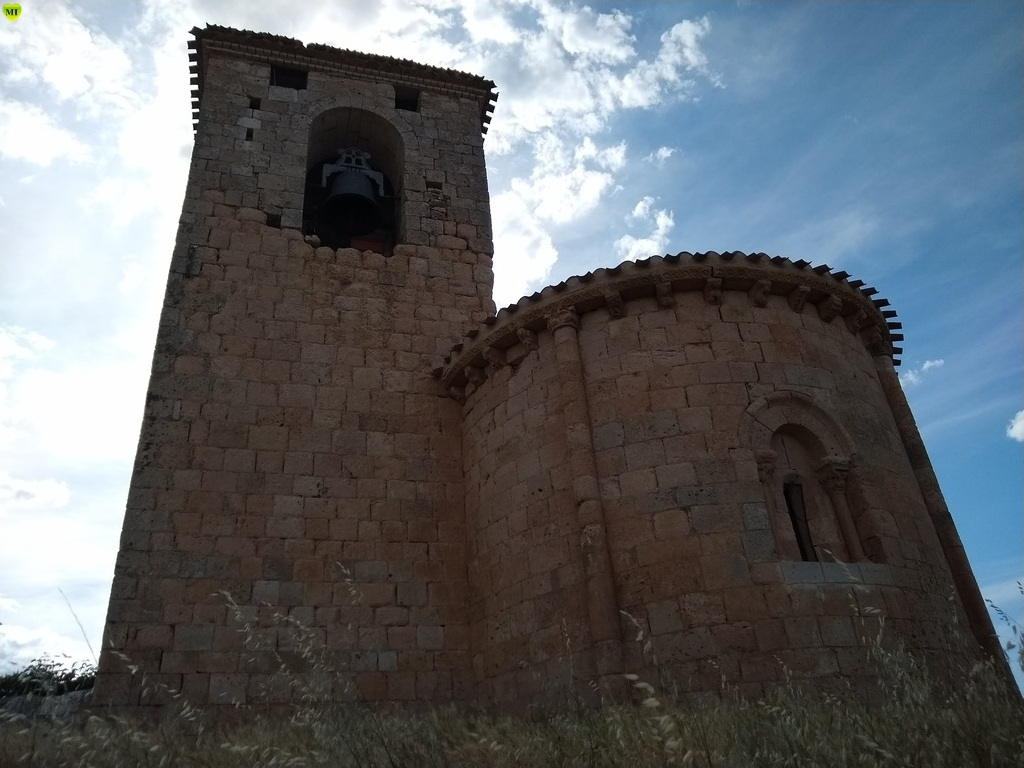
Ábside de la iglesia parroquial de San Cipriano

- Iglesia de San Cipriano: interesante muestra del románico del Esgueva. El ábside cuenta con interesantes canecillos.
- Museo etnográfico: situado en un lagar restaurado, puede apreciarse perfectamente cómo eran estas construcciones y los elementos con los que contaban: la pila, el canal, la piedra, la gran viga, el husillo, el castillo. Se completa con los mínimos utensilios relacionados con la vendimia y la labor de lagareo. En la planta de arriba, pueden apreciarse también algunos aperos de labranza y algunas fotografías que muestran las labores de la trilla.

### Fiestas y costumbres
El sábado más próximo al 16 de junio se celebra la festividad del Santo Cristo de Reveche, en la que el pueblo de Oquillas renueva el hermanamiento con el vecino de Villalbilla de Gumiel.
El día 16 de septiembre celebran la festividad de su patrón, San Cipriano. Se celebra misa en la iglesia, durante la que se hacen ofrendas al santo, y en la procesión se baila ante la imagen.